# Matthias Broschke
Matthias Broschke – kupiec, przedsiębiorca, armator, browarnik żyjący na przełomie XVIII i XIX w., zamieszkały w Nowym Porcie nieopodal Gdańska.

## Życie i działalność
16 września 1772 wojska pruskie zajęły przedmieścia Gdańska, w tym przyszły Nowy Port, który stanowiło wówczas: siedem domostw mieszkalnych, trzy karczmy i mały cmentarz załogi twierdzy Wisłoujście. Po rozbiorze Gdańsk pozostał pod władzą Rzeczypospolitej, ale Fryderyk II ufortyfikował Nowy Port i rozpoczął wojnę ekonomiczną z miastem. Rozpoczęto rozbudowę osady jako konkurencji dla starego gdańskiego portu nad Motławą, pruskie posterunki nakładały w Nowym Porcie wysokie cła, a niekiedy nakazywały wyładunek towarów, których pierwotnie miały płynąć w górę Wisły. 
Matthias Broschke odegrał niebagatelną rolę w rozwoju miejscowości. Urodzony niskiego stanu, pracował jako robotnik portowy (sztauer), jednak dzięki swobodzie gospodarczej zapewnionej przez pruską jurysdykcję, osiągnął wysoki status materialny. Dzięki własnej przedsiębiorczości konkurował z gdańskimi kupcami, organizując cały system handlu drewnem. Jego niekonwencjonalne działania, polegające na tym, że nie tylko handlował drewnem, ale zajmował się również jego sprowadzaniem z głębi kraju, przerobem we własnych, nowoczesnych tartakach napędzanych wiatrem, składowaniem na własnych placach i eksportem na własnych statkach na zachód Europy, gdzie utworzył sieć międzynarodowych kontaktów. Ponadto, niepomny zasad, panujących od wieków, rozszerzył działalność na inne branże: otworzył w Nowym Porcie wielką karczmę, która oferowała noclegi, zbudował browar oraz gorzelnię, które zaopatrywały ją w trunki. 
W latach 1803–1805, za niemałą kwotę 12598 talarów, zbudował drogę biegnącą wzdłuż Wisły, będącą pierwszym bezpośrednim połączeniem Nowego Portu z Gdańskiem. Trakt utwardził kamieniami, przywożonymi jako balast przez jego statki, po czym przez 10 lat pobierał opłaty za przejazd. Trasa prowadziła przez tereny dzisiejszych stoczni i dalej wzdłuż brzegu Wisły (dzisiejsza ulica Wiślna, Mariana Chodackiego i Starowiślna), aż do karczmy Balastowej na południe od Szańca Zachodniego, codziennie jeździł nią dyliżans wożący pasażerów i pocztę z Nowego Portu do urzędu poczty przy ul. Szerokiej
W 1807 Nowy Port liczył już 840 mieszkańców i 90 domów mieszkalnych, w tym 40 należących do Matthiasa Broschkego